# I liga 2020-2021
La I liga 2020-2021, chiamata per ragioni di sponsor Fortuna 1. Liga, è stata la 73ª edizione del secondo livello del campionato polacco di calcio, la tredicesima sotto il nome di I liga. La stagione regolare è iniziata il 28 agosto 2020 e si è conclusa il 13 giugno 2021.
Il Radomiak Radom, Nieciecza e il Górnik Łęczna sono stati promossi in Ekstraklasa. Il GKS Bełchatów è stato retrocesso in II liga.

## Stagione

### Novità
Al termine della I liga 2019-2020 lo Stal Mielec, il Podbeskidzie Bielsko-Biała e il Warta Poznań sono stati promossi in Ekstraklasa. L'Olimpia Grudziadz, il Chojniczanka Chojnice e il Wigry Suwalki sono stati retrocessi in II liga. 
Dalla Ekstraklasa 2019-2020 sono state retrocesse il Korona Kielce, l'Arka Gdynia e l'ŁKS Łódź. Dalla II liga 2019-2020 sono stati promossi il Górnik Łęczna, il Widzew Łódź e il Resovia Rzeszów.

### Formula
Le 18 squadre partecipanti si affrontano due volte in un girone di andata e uno di ritorno per un totale di 34 giornate, alle quali si aggiungono le gare dei Play-Off, come nella stagione 2019-2020. I Play-Off prevedono semifinali e finali giocati in gara unica in casa della squadra meglio qualificata. 
Il sistema di retrocessione, a causa della riforma del calcio polacco, cambierà per questa stagione. Sarà infatti solo una la squadra a retrocedere in II Liga, mentre ne verranno promosse tre, affinché il numero di compagini (18) resti invariata. Infatti, sempre per la stessa riforma, solo una squadra retrocederà dall'Ekstraklasa.

## Squadre partecipanti
| Club                         | Città            | Stadio                            | Posizione 2019-2020        |
| ---------------------------- | ---------------- | --------------------------------- | -------------------------- |
| Arka Gdynia                  | Gdynia           | Stadio municipale (Gdynia)        | 14º posto (in Ekstraklasa) |
| Bruk-Bet Termalica Nieciecza | Nieciecza        | Stadion Bruk-Bet                  | 6º posto                   |
| Chrobry Głogów               | Głogów           | Chrobrego w Głogowie              | 7º posto                   |
| GKS Bełchatów                | Bełchatów        | GIEKSA Arena                      | 15º posto                  |
| GKS 1962 Jastrzębie          | Jastrzębie-Zdrój | Stadion Miejski                   | 14º posto                  |
| GKS Tychy                    | Tychy            | Stadion Miejski                   | 9º posto                   |
| Górnik Łęczna                | Łęczna           | Stadion Górnika Łęczna            | 1º posto (in II liga)      |
| Korona Kielce                | Kielce           | Stadio municipale (Kielce)        | 15º posto (in Ekstraklasa) |
| ŁKS Łódź                     | Łódź             | Stadio municipale (Łódź)          | 16º posto (in Ekstraklasa) |
| Miedz Legnica                | Legnica          | Stadion Miejski                   | 5º posto                   |
| Odra Opole                   | Opole            | Stadion "Odra"                    | 13º posto                  |
| Puszcza Niepołomice          | Niepołomice      | Stadion Miejski                   | 8º posto                   |
| Radomiak Radom               | Radom            | im. Braci Czachorów               | 4º posto                   |
| Resovia Rzeszów              | Rzeszów          | Stadion Resovii                   | 5º posto (in II liga)      |
| Sandecja Nowy Sącz           | Nowy Sącz        | im. Ojca Władysława Augustynka    | 12º posto                  |
| Stomil Olsztyn               | Olsztyn          | Stadion OSiR                      | 10º posto                  |
| Widzew Łódź                  | Łódź             | Stadio municipale del Widzew Łódź | 2º posto (in II Liga)      |
| Zagłębie Sosnowiec           | Sosnowiec        | Stadion Ludowy                    | 11º posto                  |

## Classifica finale
|  | Pos. | Squadra             | Pt | G  | V  | N  | P  | GF | GS | DR  |
|  | ---- | ------------------- | -- | -- | -- | -- | -- | -- | -- | --- |
|  | 1.   | Radomiak Radom      | 68 | 34 | 20 | 8  | 6  | 49 | 20 | +29 |
|  | 2.   | Nieciecza           | 65 | 34 | 18 | 11 | 5  | 56 | 28 | +28 |
|  | 3.   | GKS Tychy           | 63 | 34 | 18 | 9  | 7  | 49 | 27 | +22 |
|  | 4.   | Arka Gdynia         | 60 | 34 | 17 | 9  | 8  | 51 | 32 | +19 |
|  | 5.   | ŁKS                 | 58 | 34 | 17 | 7  | 10 | 59 | 41 | +18 |
|  | 6.   | Górnik Łęczna       | 56 | 34 | 15 | 11 | 8  | 47 | 30 | +17 |
|  | 7.   | Miedź Legnica       | 51 | 34 | 13 | 12 | 9  | 49 | 36 | +13 |
|  | 8.   | Odra Opole          | 49 | 34 | 13 | 10 | 11 | 35 | 41 | -6  |
|  | 9.   | Widzew Łódź         | 46 | 34 | 11 | 13 | 10 | 30 | 36 | -6  |
|  | 10.  | Sandecja Nowy Sącz  | 45 | 34 | 12 | 9  | 13 | 42 | 50 | -8  |
|  | 11.  | Chrobry Głogów      | 44 | 34 | 12 | 8  | 14 | 34 | 45 | -11 |
|  | 12.  | Korona Kielce       | 41 | 34 | 11 | 8  | 15 | 31 | 46 | -15 |
|  | 13.  | Puszcza Niepołomice | 37 | 34 | 10 | 7  | 17 | 32 | 46 | -14 |
|  | 14.  | GKS Jastrzębie      | 35 | 34 | 10 | 5  | 19 | 32 | 48 | -16 |
|  | 15.  | Stomil Olsztyn      | 35 | 34 | 9  | 8  | 17 | 31 | 48 | -17 |
|  | 16.  | Resovia Rzeszów     | 32 | 34 | 8  | 8  | 18 | 27 | 45 | -18 |
|  | 17.  | Zagłębie Sosnowiec  | 30 | 34 | 8  | 6  | 20 | 35 | 43 | -8  |
|  | 18.  | GKS Bełchatów (-2)  | 23 | 34 | 6  | 7  | 21 | 24 | 51 | -27 |

Legenda:

      Promosse in Ekstraklasa 2021-2022

  Ammesse ai play-off.

      Retrocesse in II liga 2021-2022

Tre punti a vittoria, uno a pareggio, zero a sconfitta.
La classifica viene stilata secondo i seguenti criteri:
- Punti conquistati
- Punti conquistati negli scontri diretti
- Differenza reti negli scontri diretti
- Reti realizzate negli scontri diretti
- Goal fuori casa negli scontri diretti (solo tra due squadre)
- Differenza reti generale
- Reti totali realizzate
- Fair-play ranking

## Spareggi

### Play-off
Le semifinali si sono disputate il 16 giugno 2021, mentre la finale il 20 giugno 2021.

#### Tabellone
|  | Semifinali          | Semifinali          | Semifinali    |               |     | Finale | Finale | Finale |  |
|  |                     |                     |               |               |     |        |        |        |  |
|  | Arka Gdynia         | Arka Gdynia         | 0             |               |     |        |        |        |  |
|  | Arka Gdynia         | Arka Gdynia         | 0             |               |     |        |        |        |  |
|  | ŁKS                 | ŁKS                 | 1             |               |     |        |        |        |  |
|  | ŁKS                 | ŁKS                 | 1             |               | ŁKS | ŁKS    | 0      |        |  |
|  |                     |                     |               |               | ŁKS | ŁKS    | 0      |        |  |
|  |                     |                     | Górnik Łęczna | Górnik Łęczna | 1   |        |        |        |  |
|  | GKS Tychy           | GKS Tychy           | Górnik Łęczna | Górnik Łęczna | 1   | 1 (2)  |        |        |  |
|  | GKS Tychy           | GKS Tychy           |               |               |     |        |        |        |  |
|  | Górnik Łęczna (dtr) | Górnik Łęczna (dtr) | 1 (4)         |               |     |        |        |        |  |

## Statistiche

### Classifica marcatori
| Gol |  |  | Giocatore          | Squadra                      |
| --- |  |  | ------------------ | ---------------------------- |
| 19  |  |  | Roman Gergel       | Bruk-Bet Termalica Nieciecza |
| 13  |  |  | Karol Angielski    | Radomiak Radom               |
| 12  |  |  | Pirulo             | ŁKS Łódź                     |
| 12  |  |  | Daniel Rumin       | GKS 1962 Jastrzębie          |
| 11  |  |  | Kamil Zapolnik     | Miedź Legnica                |
| 10  |  |  | Maciej Rosołek     | Arka Gdynia                  |
| 10  |  |  | Juliusz Letniowski | Arka Gdynia                  |
| 10  |  |  | Antonio Domínguez  | ŁKS Łódź                     |